# Wu-sun
Els wu-sun (o wu-suen, wusun, segons grafies i en xinès 烏孫) van ser una horda depenent dels xiongnu, establerta a la regió de l'Ili fins al llac Balkhaix. S'ha dit que podria ser una tribu escita emigrada fins a l'extrem orient.
Al segle iii aC i segurament ja abans haurien viscut al nord-est de la Xina, en un lloc no ben determinat. Als primers anys del segle ii aC van ser empesos pels xiongnu cap a la vall de l'Ili i s'hi van establir. Cap a la meitat del segle ii aC es van enfrontar amb els yuezhi, que havien iniciat la seva emigració també empesos pels xiongnu, i els van rebutjar i encara que finalment els yuezhi van establir el seu domini a la zona els wu-sun no van tardar a expulsar-los, mercès a l'ajut que els van donar els xiongnu. Això va empènyer als yuezhi cap al Sirdarià (el clàssic Iaxartes, i pels xinesos Ta-yuan). Aquests fets es poden situar cap a l'any 160 aC o abans del 150 aC.
L'any 83 es van aliar al general xinès Ban Chao i van quedar sota influència xinesa. El 155 els xiongnu septentrionals van ser sotmesos pels xianbei dirigits per un cap que els xinesos anomenaven Tan-xe-huai, que van arribar fins als dominis dels wu-sun, però no s'hi van quedar i els wu-sun es van mantenir com a aliats de la Xina.
Els escriptors xinesos els presenten com gent d'ulls blaus i barba rossa.